# Spolková rada (Rakousko)
Spolková rada (německy Bundesrat) společně s Národní radou tvoří Parlament Rakouské republiky. Prostřednictvím 61 zástupců je v ní zastoupeno všech devět rakouských spolkových zemí. Každá země má v Radě dle velikosti své populace mezi třemi až devíti zástupci. Ti jsou voleni zemskými sněmy jednotlivých spolkových zemí, dle politického složení daného zemského sněmu. Složení Spolkové rady se tak mění po každých zemských volbách.  
Předsednictvo Spolkové rady tvoří předseda a dvojice místopředsedů (voleni na půl roku). 
Postavení Spolkové rady v ústavním systému je výrazně slabší v porovnání s Národní radou. Na schválení nebo zamítnutní návrhu zákona má Spolková rada 60 dnů (poté je brán jako schválený). Pokud je návrh zamítnut, vrací se Národní radě, která jej může přehlasovat nadpoloviční většinou všech svých členů. Přehlasování Spolkové rady není možné v otázkách:
- Ústavních zákonů,
- zákonů nebo smluv zasahujících do pramovocí spolkových států,
- zákonů týkajích se samotné Spolkové rady.

Sídlem Spolkové rady je budova Říšské rady, ve které sídlí také Národní rada.
| Země          | Počet zástupců |
| ------------- | -------------- |
| Burgenland    | 3              |
| Dolní Rakousy | 12             |
| Horní Rakousy | 10             |
| Korutany      | 4              |
| Salcbursko    | 4              |
| Štýrsko       | 9              |
| Tyrolsko      | 5              |
| Vídeň         | 11             |
| Vorarlbersko  | 3              |
| Celkem        | 61             |